# 観音院 (埼玉県小鹿野町)
観音院（かんのんいん）は、埼玉県秩父郡小鹿野町にある曹洞宗の寺院で、山号は鷲窟山と号する。
本尊真言：おん あろりきゃ そわか
御詠歌：みやま路をかきわけ尋ね行きみれば 鷲の岩やにひびく滝つ瀬

## 歴史
創建年代は不明である。口伝によれば、本尊の聖観世音菩薩は行基作といわれていたが、平将門の承平天慶の乱のときに行方不明となってしまった。その後、畠山重忠が当地を訪れ、鷲の巣の中から観音像を発見した。この奇瑞を目の当たりにして、重忠をはじめとする畠山氏 (平姓)は帰依し、この観音像を安置する堂宇を建てたという。
その後、江戸時代までは修験道の寺となっていた。本堂の近くに「聖浄の滝」と呼ばれる滝があり、修験道の修行者が水垢離を行っていた。
明治初期の神仏分離と修験禁止令により、現在は曹洞宗の寺となっている。

## 交通アクセス
- 路線バス栗尾停留所より徒歩50分。